# 正津勉
正津 勉（しょうづ べん、1945年9月27日 - ）は、日本の詩人。

## 経歴
福井県大野市出身。同志社大学文学部社会学科卒。大学在学中より清水昶と詩誌『首』を創刊。1981年、ミシガン州オークランド大学に客員詩人として滞在。1991年、『鳩よ!』の湾岸戦争詩を批判した。2002年、「遊山」で第10回萩原朔太郎賞候補。近年は伝記小説も書いている。『ハリヨの夏』などの作品がある映画監督の中村真夕は娘。

## TV出演
- 西部邁ゼミナール（TOKYO MX）

| タイトル             | 放送日         |
| -------------------- | -------------- |
| 麻薬知らずの麻薬叩き | 2009年12月12日 |

## 著書
- 『惨事 正津べん詩集』国文社 1972
- 『二人一集 散華詩篇・現形図鑑』渋川育由画 土曜美術社 1974
- 『雪国の暮らし』ほるぷ出版 1976（ほるぷノンフィクション絵本）
- 『青空』 思潮社 1979
- 『おやすみスプーン 詩集』思潮社 1981
- 『正津勉詩集』（現代詩文庫）思潮社 1982
- 『エヴァ』思潮社 1983
- 『死ノ歌』思潮社 1985
- 『冬の旅』河出書房新社 1988
- 『ビートルズ 世界をゆるがした少年たち』ブロンズ新社 1989（にんげんの物語）
- 『暦物語』思潮社 1989
- 『またの日の夢物語 詩集』思潮社 1992
- 『笑う男』邑書林 1995
- 『笑いかわせみ』河出書房新社 2001
- 『詩人の愛 百年の恋、五〇人の詩』河出書房新社 2002
- 『遊山』思潮社 2002
- 『刹那の恋、永遠の愛 相聞句歌40章』河出書房新社 2003
- 『人はなぜ山を詠うのか』アーツアンドクラフツ 2004
- 『脱力の人』 河出書房新社 2005
- 『行き暮れて、山。』アーツアンドクラフツ 2006
- 『小説尾形亀之助 窮死詩人伝』河出書房新社 2007
- 『河童芋銭 小説小川芋銭』河出書房新社 2008
- 『嬉遊曲』アーツアンドクラフツ 2008
- 『山川草木』白山書房 2009
- 『忘れられた俳人　河東碧梧桐』平凡社新書、2012

## 編纂
- 『心にひびく恋のうた愛のうた』リブリオ出版 2006
  - 第1巻 出逢
  - 第2巻 初恋
  - 第3巻 片想
  - 第4巻 告白
  - 第5巻 相聞
  - 第6巻 激情
  - 第7巻 失恋
  - 第8巻 別離
- 『白い乳房黒い乳房 地球をむすぶ72のラブ・メッセージ』谷川俊太郎監修 ホーム社 2009